# Наливайко, Стефан Пименович
Стефа́н Пи́менович Налива́йко  (1898, село Константиновка, Бердянский уезд, Таврическая губерния — 12 февраля 1945, Норильск, СССР) — новомученик, канонизированный в 2000 году. В течение жизни неоднократно подвергался арестам и ссылкам. Последний арест произошёл в Симферополе, откуда Наливайко был отправлен в очередную ссылку, в Норильск. В 1945 году родным пришёл ответ на их запрос, что Наливайко Стефан умер от голода 12 февраля 1945 года.

## Биография

### Детство
Стефан Наливайко родился в семье крестьян, в селе Константиновке, Бердянского уезда, современная территория Запорожской области. Большое влияние на воспитание ребенка имела его мать, Ефросиния Романовна, которая приучила сына к вере в Бога. Стефан закончил церковно-приходскую школу (3 года), затем учился в училище при Григорие-Бизюковом монастыре. После окончания учебы, вернулся домой, где помогал отцу Пимену Константиновичу, однако в 14 лет, уехал в Геническ. Молодой, шестнадцатилетний Стефан поселился на Корсунско-Богородицком монастырском подворье и пел в монастырском хоре. Также он усиленно занимался изучением церковного устава. Позднее вернулся домой и был певчим в местной церкви.

### Первая Мировая война
В феврале 1917 года Стефан был мобилизован в армию. После обучения в лагере отправлен на Румынский фронт, однако совсем скоро попал в плен в лагерь «Ламсдорф», где его использовали как подневольного рабочего. После оккупации немецкими войсками территории современной Украины получил разрешение вернуться из плена домой. Но в Германии вспыхнула революция, и пленных забыли. Стефан самостоятельно перебирался через несколько границ и вернулся домой, где устроился псаломщиком. Вскоре взял в жену сироту, Харитину Севастьянову. Через год родилась дочь Раиса. В 1923 году Стефан резко поменял свою жизнь: оставил дом, жену, дочь, хозяйство и отправился в Москву, в Данилов монастырь.

### Аресты

Стефан Наливайко. Симферопольская тюрьма, 1940 год

В Москве, во время отпевания одного из церковных деятелей Стефан произнёс проповедь, обличающую советскую власть. За это его арестовали и отвезли в ОГПУ. На допросах держался уверенно и с достоинством. По свидетельствам протоколов допроса, Стефан юродстовал, отвечал иносказаниями. За «контрреволюционную деятельность» был закрыт в Бутырской тюрьме. Затем 26 октября 1923 года согласно предписанию сослан на Соловки сроком на три года. В лагере заболел, ему был поставлен диагноз цинга, у него отнялись ноги. Спустя три года на допросе вновь сообщил, что от убеждений не отказывается, за что в очередной раз получил ссылку сроком на три года, но уже в Казахстан. В сентябре 1932 года освободился и возвратился в своё село, где начал заниматься устройством церковной жизни села, сам управлял церковным хором. В колхозе работать отказался, из-за чего в апреле 1935 года состоялся суд на Стефаном, и его третий раз приговорили к аресту и ссылке во Владивосток. Во Владивостоке написал жалобу в Москву, которую удовлетворили, и он вновь возвратился домой.

### Последние годы жизни
Летом 1937 года переехал в Симферополь, не скрывал своих религиозных взглядов. Местный священник Всехсвятской церкви донёс на него, и 20 апреля 1940 года его арестовали в четвертый раз. 7 апреля 1941 года его приговорили к пяти годам ссылки в исправительно-трудовой лагерь в Норильске. С началом войны переписка между Стефаном и родными прекратилась, и только в январе 1945 года от Стефана пришло письмо: «до окончания моего срока остается три месяца. Даст Бог, и нам придется еще пожить вместе». Больше писем от него не было. Спустя время, дочь Раиса написала запрос о судьбе отца в Управление ГУЛага, откуда получила ответ, что Наливайко Стефан Пименович умер 12 февраля 1945 года от голода.

## Канонизация
Постановлением Архиерейского собора РПЦ Наливайко Стефан был причислен к лику новомучеников Российских, память совершается 14 ноября.